# أحمد مولاي ملياني
أحمد مولاي ملياني (ولد في 16 يوليو 1953 بقرية بني شعيب بولاية تلمسان)، عسكري جزائري برتبة لواء هو قائد سابق الحرس الجمهوري الجزائري خلفا لللواء عبد الغني هامل.

## مسيرته
بعد الاستقلال التحق بمدرسة أشبال الثورة بتلمسان ومنها انتقل إلى مدرسة أشبال الثورة بالقليعة التي واصل بها دروسه إلى غاية سنة 1974، أين تحصل على شهادة البكالوريا، حيث تم توجيهه إلى الأكاديمية العسكرية لمختلف الأسلحة بشرشال في نفس السنة، كما التحق بمدرسة القوات الخاصة ببسكرة بالناحية العسكرية الرابعة.
خلال مسيرته المهنية تحصل اللواء على عدة شهادات منها:
- شهادتين في الإستطلاع التكتيكي والعملياتي بعد إجرائه لعدة تربصات اختصاصية على مستوى مدرسة فيستريل بروسيا
- شهادة القيادة والأركان من الأكاديمية العسكرية لمختلف الأسلحة بشرشال
- شهادة أركان الحرب من الأكاديمية الحربية فورشلوف بروسيا

تقلد اللواء عدة مناصب منها:
- قائد سرية في اللواء 12 مشاة ميكانيكية بالقطاع العملياتي الجنوبي بتندوف / الناحية العسكرية الثالثة
- رئيس مكتب الإستطلاع بالقطاع العملياتي الجنوبي بتندوف / الناحية العسكرية الثالثة؛ اريد الالتحاق بلحرس الجمهوري
- قائد الفوج 40 للإستطلاع بالفرقة 40 مشاة ميكانيكية بالناحية العسكرية الثالثة
- رئيس مكتب التدريب والعمليات بالناحية العسكرية الرابعة
- قائد القطاع العملياتي بالجلفة، بالناحية العسكرية الأولى
- رئيس أركان الفرقة 40 مشاة ميكانيكية بالناحية العسكرية الثالثة
- قائد الفرقة 40 مشاة ميكانيكية بالناحية العسكرية الثالثة

تمت ترقيته إلى رتبة عقيد بتاريخ 05 جويلية 1999، ثم إلى رتبة عميد بتاريخ 05 جويلية 2005، وتقلد رتبة لواء بتاريخ 05 جويلية 2010.

## قيادته
عين قائداً للحرس الجمهوري منذ تاريخ 6 جويلية 2010، وهو حائز على وسام الجيش الوطني الشعبي الشارة الثانية، وسام الاستحقاق العسكري ووسام الشرف. خلفا للواء عبد الغني هامل الذي عين المدير العام للأمن الوطني.
وقد أنهى السيد عبد العزيز بوتفليقة رئيس الجمهورية الجزائرية، مهامه كقائد الحرس الجمهوري بتاريخ 24 جويلية 2015. وتقول مصادر غير رسمية داخل مؤسسة الجيش ان اللواء مولاء ملياني أقيل بعد أن تشاجر مع السعيد بوتفليقة حول تدخل هذا الاخير في صلاحيات عسكرية لا تخصه داخل الإقامة الرئاسية بزرالدة خاصةً بعد تداول ان اللواء سيتولى مديرية الأمن الرئاسي إضافة إلى قيادة الحرس الجمهوري والذي كان يحاول التقرب بكل الوسائل لاخ الرئيس ونائب وزير الدفاع الفريق قايد صالح.

## سيرته
يتميز بالتحيز وفرض رأيه، يحب الرياضة ويداوم عليها، حاول ان يعطى لسلاح الحرس الجمهوري دفعا جديدا من الحياة البروتوكولية إلى الحياة المرنة التي تجمع بين التدريب العسكري والتدريب على المهام الخاصة بالتشريفات دون توفيق.